# Гужангский ярус
| система                                                                          | отдел        | ярус         | Ниж. граница, млн лет |
| -------------------------------------------------------------------------------- | ------------ | ------------ | --------------------- |
| Ордовик                                                                          | Нижний       | Тремадокский | 486,85 ±1,5           |
| Кембрий                                                                          | Фуронгский   | Ярус 10      | ~491,0                |
| Кембрий                                                                          | Фуронгский   | Цзяншаньский | ~494,2                |
| Кембрий                                                                          | Фуронгский   | Паибский     | ~497,0                |
| Кембрий                                                                          | Мяолинский   | Гужангский   | ~500,5                |
| Кембрий                                                                          | Мяолинский   | Друмский     | ~504,5                |
| Кембрий                                                                          | Мяолинский   | Вулиунский   | ~506,5                |
| Кембрий                                                                          | Отдел 2      | Ярус 4       | ~514,5                |
| Кембрий                                                                          | Отдел 2      | Ярус 3       | ~521,0                |
| Кембрий                                                                          | Терренувский | Ярус 2       | ~529,0                |
| Кембрий                                                                          | Терренувский | Фортунский   | 538,8 ±0,6            |
| Эдиакарий                                                                        | Эдиакарий    | Эдиакарий    | больше                |
| Деление и золотые гвозди в соответствии с IUGS по состоянию на декабрь 2024 года |              |              |                       |

Гужангский, или гужанский ярус (англ. Guzhangian Stage) — третий и последний (верхний) ярус мяолинского отдела кембрийской системы в Международной стратиграфической шкале. Охватывает породы, сформировавшиеся в гужангский век кембрийского периода, около 500,5—497 миллионов лет назад (всего 3,5 миллиона лет). Располагается над друмским ярусом мяолинского отдела и под паибским ярусом фуронгского отдела.
Название дано по местности Гужанг (Гучжан).
Нижняя граница определяется первым появлением трилобита Lejopyge laevigata. Верхняя граница (основание паибского яруса) маркируется первым появлением трилобита Glyptagnostus reticulatus.

## Глобальный стратотип
Пэн Шаньчи и коллеги предложили название яруса в 2007 году. В 2008 году Международная комиссия по стратиграфии ратифицировала гужангский ярус. Глобальный стратотип (GSSP) установлен в разрезе Luoyixi в формации Хуацяо (англ. Huaqiao Formation), уезд Гучжан, провинция Хунань, Китай. Точной нижней границей гужангского яруса является слой известняка на высоте 121,3 м над основанием формации Хуацяо (花桥组) в разрезе Luoyixi (28°43′12″ с. ш. 109°57′53″ в. д.), где наблюдается первое появление Lejopyge laevigata.

## Палеогеография
Предполагается, что в гужангском веке расстояние между Землёй и Луной достигало 370 180 ± 1220 км (сейчас оно, для сравнения, достигает 384 000 км). Продолжительность земных суток в то время составляла около 21,58 часов.

## Основные события гужангского века
От среднего-позднего друмского века до середины гужангского века длился всплеск видового разнообразия. В середине гужангского века началось вымирание, продлившееся 3 миллиона лет, до середины паибского века. В результате этого вымирания видовое разнообразие сократилось на 45 %. В отложениях Южного Китая прослеживаются две фазы вымирания: первая, с незначительным сокращением видового состава, продлилась около 1,8 миллиона лет; вторая, с более резким сокращением численности видов, продлилась 1,2 миллиона лет, уже больше в паибском веке. После этого вымирания видовое разнообразие вернулось к прошлому уровню. С гужангского до цзяншаньского века океаны испытывали истощение кислорода, что сказывалось на донных обитателях. Этот процесс и связанный с ним ступенчатый положительный сдвиг изотопов углерода (англ. SPICE, Steptoean Positive Carbon Isotope Excursion), вероятно, и стали причиной вымирания.